# ナプロキセン
ナプロキセン (naproxen) は、芳香族カルボン酸に分類される有機化合物で、鎮痛、解熱、抗炎症薬として用いられる非ステロイド性抗炎症薬 (NSAIDs) の一種である。光学活性化合物であり、薬物として有効なのは (S)-(+)体 のエナンチオマーである。

## (S)-ナプロキセンの合成
ナプロキセンを始めとして、NSAIDs の中には、プロピオン酸系と呼ばれる一連の化合物群がある。それらはいずれもプロピオン酸の 2位が芳香環で置換された構造を持つ光学活性化合物で、S体に望ましい生理活性があることが知られている。そのため、S体の 2-置換プロピオン酸を立体選択的に得るべく、多くの研究が成されてきた。以下、ナプロキセンのラセミ体の光学分割法、および S体の立体選択的合成法について、一例ずつ紹介する。

### 光学分割による大量合成
工業的に用いられた大量合成法を下の図に示す。2-ナフトールから出発して
1. Br2による二臭素化
2. 亜硫酸水素ナトリウムによる部分還元
3. ウィリアムソン合成によるメチル化
4. グリニャール試薬に変換後、2-ブロモプロピオナートとのカップリング

以上の段階を経て、ナプロキセンのラセミ体が得られる。これに、N-アルキルグルカミン（グルコースと N-アルキルアミンとの還元的アミノ化により合成）ともう一種類のアミンを 0.5 当量ずつ作用させると、ほぼ (S)-ナプロキセンと N-アルキルグルカミンとの塩のみが不溶物として沈殿する。これを濾過で取り、中和すると (S)-ナプロキセンが得られる（光学純度 >95%）。ろ液では、アミンの作用により (R)-ナプロキセンをラセミ化させることができるため、ここから同様にして再び (S)-ナプロキセンの塩を取り出すことができる。なお、このような光学活性カルボン酸の光学分割の手法は、Pope-Peachey法と呼ばれる。

### 不斉水素化
S体の 2-アリール置換プロピオン酸はまた、不斉合成の標的化合物ともされた。ナプロキセンを合成する場合は下図のように、2-(6-メトキシ-2-ナフチル)プロペン酸 (1) のプロキラルなアルケン部位に対し、図の手前側から水素を付加できれば (S)-ナプロキセン (2) が得られる。
野依らは 1987年に、彼らが開発した配位子、BINAP を持つルテニウム錯体 Ru((S)-binap)(OCOCH3)2 を不斉触媒とし、これと水素ガスを用いた不斉水素化により、(S)-ナプロキセン (2) を定量的に、かつ鏡像体過剰率 97%ee と高選択的に得ることに成功した。
その後、K. T. ワン、M. E. デービスにより、水溶性を付与した Ru-BINAP 系触媒をエチレングリコール溶液として担持した親水性の多孔質を用いて、シクロヘキサン/クロロホルム溶媒との二相系による同様の不斉水素化が開発され、その中でも (S)-ナプロキセンの選択的合成が達成された (96%ee)。

## 医薬品
ナプロキセンは、消炎、鎮痛、解熱剤として用いられる。商品名はナイキサン、サリチルロン、ナロスチン、モノクロトン、ラーセンなど。1976年に初めて上市された。
2020年2月現在日本では医療用医薬品のみ、米国等ではAleve（アリーブ）などの一般用医薬品も発売されている。

### 作用機序
ナプロキセンは、アラキドン酸からプロスタグランジンに至るまでの代謝経路のうち、シクロオキシゲナーゼ (COX) 活性を阻害することで抗炎症作用をあらわす。

### 副作用・飲み合わせ
- 腎臓におけるプロスタグランジン合成阻害作用をもつ他のNSAIDsと同様に、ナトリウムの排泄を抑制し血圧上昇をきたす可能性がある。利尿薬、ACE阻害薬、β遮断薬などとの併用は、それらの薬の降圧効果を減少させる可能性があるため、相互作用に十分注意する必要がある。
- リチウム製剤との併用は、ナプロキセンがリチウムの腎排泄を抑制する作用を持ちリチウム中毒を起こす可能性があるため慎重に行う必要がある。
- アスピリンなどのサリチル酸系NSAIDsとの併用は、相互に作用が減弱されるおそれがあるため望ましくない。
- 抗凝固薬との併用は、ナプロキセンが血小板の凝集を阻害する作用をもち出血傾向が増悪するおそれがあるため慎重に行う必要がある。
- 2007年2月、アメリカ心臓協会 (AHA) は、心血管疾患の既往がある患者やハイリスク患者へのサリチル酸系以外のNSAIDsの投与は、シクロオキシゲナーゼ2（COX-2）阻害作用により心臓発作や脳卒中などの心血管系への有害作用のリスクを増大させるおそれがあるため、他の非サリチル酸系NSAIDsと同様にナプロキセンも、これらの患者に投与する鎮痛薬の第一選択薬とすべきでないとするステートメントを出している[5]。
- 2014年6月、ハーバード大学医学院は、ナプロキセンが一番リスクの低いNSAIDsだと報告した[6]。